# MIME тип
MIME тип — код, який визначає формат файлу або тип контенту, що передається мережею Інтернет. Складається з двох частин. Коди визначає та офіційно оприлюднює тільки IANA. MIME типи спочатку були визначені в RFC 2045 у листопаді 1996 року, як частина МІМЕ специфікації, для визначення типу вмісту повідомлень електронної пошти та вкладень. З часом, MIME типи почали використовувати в інших протоколах, таких як HTTP, та в форматах документів, таких як HTML, XML тощо.

## Конструкція коду
Код МІМЕ складається з типу та підтипу, які можуть організовувати дерево. Також додатково код мож мати суфікс та параметри:
тип "/" [дерево "."] підтип ["+" суфікс] *[";" параметр]
На поточний час, зареєстрованими типами є: application, audio, example, font, image, message, model, multipart, text та video.
Наприклад, HTML файл може мати наступний MIME тип text/html; charset=UTF-8. В цьому прикладі:
- text — тип;
- html — підтип;
- charset=UTF-8 — додатковий параметр, що вказує на кодування символів, яке застосовано в цьому документі.

## Перелік МІМЕ-типів
Нижче наведено найбільш поширені МІМЕ-типи з підтипами та посилання на відповідний формат.

### Дані в нестандартизованих форматах
Використовуються для позначення форматів, що обробляються стороніми додатками.
- application/atom+xml — Atom
- application/EDI-X12 — EDI X12 (RFC 1767)
- application/EDIFACT — EDI EDIFACT (RFC 1767)
- application/json — структуровані дані в форматі JSON
- application/javascript — JavaScript (RFC 4329)
- application/octet-stream — бінарні дані невизначеного формату (RFC 2046)[1]
- application/ogg — Ogg (RFC 5334)
- application/pdf — PDF (RFC 3778)
- application/postscript — PostScript (RFC 2046)
- application/soap+xml — SOAP (RFC 3902)
- application/font-woff — шрифт в форматі Web Open Font Format[2]
- application/xhtml+xml — XHTML (RFC 3236)
- application/xml-dtd — DTD (RFC 3023)
- application/xop+xml — XOP
- application/zip — стиснуті дані в форматі ZIP[3]
- application/gzip — стсинуті дані в форматі Gzip
- application/x-bittorrent — BitTorrent
- application/x-tex — TeX
- application/xml — XML

### Звукові дані
- audio/basic — mulaw аудіо, 8 кГц, 1 канал (RFC 2046)
- audio/L24 — 24bit Linear PCM аудіо, 8–48 кГц, 1-N каналів (RFC 3190)
- audio/mp4 — MP4
- audio/aac — AAC
- audio/mpeg — MP3 или др. MPEG (RFC 3003)
- audio/ogg — Ogg Vorbis, Speex, Flac (RFC 5334)
- audio/vorbis — Vorbis (RFC 5215)
- audio/x-ms-wma — Windows Media Audio[4]
- audio/x-ms-wax — Windows Media Audio
- audio/vnd.rn-realaudio — RealAudio[5]
- audio/vnd.wave — WAV (RFC 2361)
- audio/webm — WebM

### Зображення
- image/gif — GIF (RFC 2045 та RFC 2046)
- image/jpeg — JPEG (RFC 2045 та RFC 2046)
- image/pjpeg — JPEG[6]
- image/png — Portable Network Graphics[7] (RFC 2083)
- image/svg+xml — SVG[8]
- image/tiff — TIFF (RFC 3302)
- image/vnd.microsoft.icon — ICO[9]
- image/vnd.wap.wbmp — WBMP
- image/webp — WebP

### Повідомлення
- message/http — (RFC 2616)
- message/imdn+xml — IMDN (RFC 5438)
- message/partial — E-mail (RFC 2045 та RFC 2046)
- message/rfc822 — E-mail; EML-файли, MIME-файли, MHT-файли, MHTML-файли (RFC 2045 та RFC 2046)

### Дані з моделями
- model/example — (RFC 4735)
- model/iges — IGS файли, IGES файли (RFC 2077)
- model/mesh — MSH файли, MESH файли (RFC 2077), SILO файли
- model/vrml — WRL файли, VRML файли (RFC 2077)
- model/x3d+binary — X3D дані в двійковому форматі
- model/x3d+vrml — X3D дані в форматі VRML
- model/x3d+xml — X3D дані в форматі XML

### Частина даних
- multipart/mixed —  E-mail (RFC 2045 и RFC 2046)
- multipart/alternative — E-mail (RFC 2045 та RFC 2046)
- multipart/related —  E-mail (RFC 2387 та MHTML (HTML mail))
- multipart/form-data — дані з Вебформа (RFC 2388)
- multipart/signed — підписана частина даних (RFC 1847)
- multipart/encrypted — зашифрована частина даних (RFC 1847)

### Текстові дані
- text/cmd — пакетний файл
- text/css — Cascading Style Sheets (RFC 2318)
- text/csv — CSV (RFC 4180)
- text/html — HTML (RFC 2854)
- text/javascript — JavaScript-скрипти (RFC 4329)
- text/plain — простий текст (RFC 2046 та RFC 3676)
- text/php — PHP-скрипт
- text/xml — дані в форматі XML (RFC 3023)
- text/markdown — дані в форматі Markdown (RFC 7763)
- text/cache-manifest — маніфест кешу браузера (RFC 2046)

### Відео
- video/mpeg — MPEG-1 (RFC 2045 та RFC 2046)
- video/mp4 — MP4 (RFC 4337)
- video/ogg — Ogg Theora або в іншому форматі (RFC 5334)
- video/quicktime — QuickTime[10]
- video/webm — WebM
- video/x-ms-wmv — відео в форматі Windows Media Video[4]
- video/x-flv — відео в форматі FLV
- video/3gpp — відео в форматі .3gpp або .3gp[11]
- video/3gpp2 — відео в форматі .3gpp2 або .3g2 [11]